# إربيتو سالافاريا
إربيتو سالافاريا مواليد 20 يناير 1946 في سانتا كروز دي لا سايرا، مانيلا، الفلبين، هو ملاكم محترف فلبيني سابق صنّف ضمن فئة وزن الذبابة. حقق بطولة رابطة الملاكمة العالمية وبطولة المجلس العالمي للملاكمة.

## إحصائيات
خاض خلال مسيرته 54 نزالا، فاز في 40 وتعادل في 3 وخسر في 11. فاز بالضربة القاضية في 11 نزالا.

## روابط خارجية
- إربيتو سالافاريا على موقع بوكس ريك (الإنجليزية) (registration required)